# Cotanillo
Cotanillo es una localidad perteneciente al municipio de Aldealengua de Pedraza, en la provincia de Segovia, comunidad autónoma de Castilla y León, España. En 2022 contaba con 2 habitantes.
Está situada al este, inmediatamente contigua a Ceguilla, la sede administrativa del municipio.
Pertenece desde su fundación a la Comunidad de Villa y Tierra de Pedraza.

## Toponimia
Su significado proviene del «cerrillo» pues en Segovia se llama cotano a un cerrillo o altozano.

## Demografía

### Evolución de la población
| Gráfica de evolución demográfica de Cotanillo entre 1950 y 2022 |
| |
| Población según la asociación para el desarrollo rural Segovia Sur. Población residente (2000-2021) según los censos de población del INE. Población según el padrón municipal de 2022 del INE. |